# NIN (Sumer)
NIN, NUN (sumerisch 𒊩𒌆, akkadisch 𒊩𒌆 EREŠ) bedeutete in der sumerischen Sprache „Dame, Frau, Herrin“ und bezeichnete mit dem Zusatz DINGIR weibliche Gottheiten.
Der Ausdruck NIN, in archaischer Grundform MUNUS.TUG („Frau“), ist vorsumerischer Herkunft und verschmolz bereits Anfang des 3. Jahrtausends v. Chr. mythologisch mit männlichen Göttern (siehe NIN-URTA). Die genauen Umstände der „Geschlechtsumwandlung“ von ihren Vorläufern aus Ubaid und Samarra sind bislang noch nicht erforscht. Sicher ist nur, dass sie in der sumerischen Kultur transformiert wurden.